# Râul Miniș, Bega
Râul Miniș este un afluent al râului Bega. 

## Hărți
- Harta județului Timiș